# Die goeie ouwe tijd
Die goeie ouwe tijd is een single van Gerard Cox.

## Achtergrond
De originele titel luidde A la santé d’hier en is geschreven door Pierre Delanoë en Joe Dassin. Dassin nam het in 1971 zelf nog op. Vervolgens maakte Carl Ulrich Blecher er een Duitse versie van: Darauf ein Glass. Ten slotte vertaalde Cox het naar Die goeie oude tijd.
De B-kant Echt waar is een cover van Ray O'Sullivans What could be nicer.
Rogier van Otterloo schreef het arrangement voor beide liedjes en voerde dat ook als zodanig uit onder leiding van muziekproducent Ruud Jacobs.

## Hitnotering
De nostalgische tekst zorgde wederom voor een Nederlandse hit. Het was Cox's tweede en laatste hit in België.

### Nederlandse Top 40
| Positie: | 28 | 13 | 9 | 6 | 6 | 7 | 12 | 21 | 35 | 38 | uit |

### NederlandseDaverende 30
| Positie: | 26 | 8 | 7 | 4 | 8 | 8 | 17 | 28 | uit |

### BelgischeBRT Top 30
| Positie: | 28 | 14 | uit |

### VlaamseUltratop 30
| Positie: | 29 | 24 | uit |